# Елгау
Елгау (њем. Ellgau) општина је у њемачкој савезној држави Баварска. Једно је од 46 општинских средишта округа Аугсбург. Према процјени из 2010. у општини је живјело 1.032 становника. Посједује регионалну шифру (AGS) 9772136.

## Географски и демографски подаци
Елгау се налази у савезној држави Баварска у округу Аугсбург. Општина се налази на надморској висини од 421 метра. Површина општине износи 13,9 km². У самом мјесту је, према процјени из 2010. године, живјело 1.032 становника. Просјечна густина становништва износи 74 становника/km².